# Atletismo nos Jogos Pan-Americanos de 1975 - Decatlo masculino
A prova do decatlo masculino nos Jogos Pan-Americanos de 1975 foi realizada na Cidade do México, México.

## Medalhistas
| Ouro                            | Prata                         | Bronze                 |
| Bruce Jenner USA Estados Unidos | Fred Dixon USA Estados Unidos | Jesús Mirabal CUB Cuba |

## Resultados
| Posição           | Nome                | Nacionalidade            | Pontos | Notas |
| ----------------- | ------------------- | ------------------------ | ------ | ----- |
| Medalha de ouro   | Bruce Jenner        | USA Estados Unidos       | 8045   |       |
| Medalha de prata  | Fred Dixon          | USA Estados Unidos       | 8019   |       |
| Medalha de bronze | Jesús Mirabal       | CUB Cuba                 | 7582   |       |
| 4                 | Tito Steiner        | ARG Argentina            | 7572   |       |
| 5                 | Alfredo Silva       | CHI Chile                | 6831   |       |
| 6                 | Elpidio Encarnación | DOM República Dominicana | 6701   |       |